# Гумбетово
Гумбе́тово (рос. Гумбетово, башк. Гөмбәт) — присілок у складі Федоровського району Башкортостану, Росія. Входить до складу Верхньояушевської сільської ради.
Населення — 2 особи (2010; 3 в 2002).
Національний склад:
- мордва — 100%